# Hullbalje

Hullbalje zwischen Langeoog und Spiekeroog

Die Hullbalje ist ein Seegatt in der Nordsee.
Es verläuft in Nord-Südost-Richtung zwischen den beiden Nordseeinseln Langeoog und Spiekeroog am östlichen Ende Langeoogs. Es liegt dabei südlich der Otzumer Balje und, getrennt durch den Janssand, westlich der Schillbalje. Südlich befindet sich die Stüversplate, im Westen liegt im Langeooger Inselwatt die Langeooger Plate.